# Буллеров буревестник
Буллеров буревестник (лат. Ardenna bulleri) — вид птиц семейства буревестниковых (Procellariidae). Подвидов не выделяют. Видовое название дано в честь новозеландского адвоката и орнитолога Уолтера Лаури Буллера (англ. Lawry Buller (1838–1906)). Вне сезона размножения встречается почти по всей акватории Тихого океана. В России встречается летом у берегов Камчатки и Южных Курильских островов. Гнездится на островах у северного побережья Новой Зеландии.

## Описание
Буллеров буревестник — один из крупных представителей рода. Длина тела составляет 42—47 см, масса 278—499 г; размах крыльев 96—107 см. Верхняя сторона буревестника Буллера голубовато-серая. Черноватая полоса проходит от третьестепенных маховых перьев до первичных кроющих перьев. Первостепенные маховые перья также черноватые; однако две чёрные области не сходятся; область между ними светло-серая и при ярком освещении может казаться почти белой. Когда птица в полёте, рисунок на верхней части птицы создает впечатление ломаной чёрной буквы "М" со светло-серыми вкраплениями.

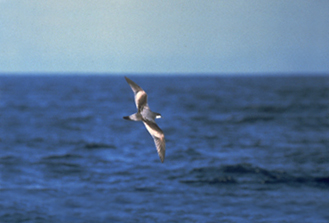

Нижняя сторона тела ярко-белая; на голове серая шапочка простирается почти до уровня глаз, а белые щеки могут заметно выделяться. Рулевые перья черноватые, клюв и радужная оболочка тёмные. Хвост клиновидный. Оперившиеся птенцы уже имеют окраску взрослых особей.

## Питание
Буллеров буревестник питается в основном рыбой, кальмарами и ракообразными, например, крилем Nyctiphanes australis. В центральной части севера Тихого океана основу рациона составляли пелагические рыбы (сайра Cololabis saira). Иногда он следует за судами, такими как рыболовные траулеры, и может быть частью кормящейся группы смешанных видов. Пищу ловят в основном у поверхности воды на глубине, не превышающей длину головы. Птица либо подбирает рыбу клювом, часто в полете, либо ненадолго засовывает всю голову под воду, обычно во время плавания. Редко ныряет из полета и не ныряет с поверхности воды.

## Размножение
Буллеров буревестник — колониальный вид, гнездящийся преимущественно на островах Тауайти-Рахи и Аоринджи, главных островах Пур-Найтс у северо-восточного побережья Северного острова Новой Зеландии. Гнездится в норах, расщелинах скал или под корнями деревьев, предпочитая густо поросшие лесом склоны. Норы длиной 90—120 см, в которых делаются гнезда, обычно располагаются на склонах к морю. Также может размножаться в растрескавшихся породах на безлесных скалах или утесах на более мелких островах между главными островами Пур-Найтс. В 1980 году на островах Симмондс было замечено размножение пары, но это, по-видимому, был единичный случай.
Буллеровы буревестники возвращаются к местам гнездования после трансэкваториального перелёта в сентябре. В течение полутора месяцев птицы выкапывают норы или ремонтируют старые. После совокупления буревестники оставляют колонию и в течение примерно 30 дней отсутствуют у островов. В это время птицы интенсивно питаются, накапливая энергетические запасы; завершается формирование яиц. Кладка отмечена в конце ноября.
В кладке одно яйцо. Размер яйца в среднем 65 на 43 мм, средняя масса 67 г. Продолжительность инкубации составляет в среднем 51 день. Насиживают поочерёдно оба родителя, сменяясь примерно каждые 4 дня. Большинство птенцов покидают острова в начале мая.

## Распространение
Вне сезона размножения встречается почти по всей акватории Тихого океана, в том числе в субарктических водах у берегов Камчатки и Алеутских островов. Не зарегистрирован в субантарктической части Тихого океана; однако это может быть просто связано с отсутствием возможностей для изучения в обширном регионе без островов к югу от Полинезийского треугольника. Буллеров буревестник  довольно обычен у западного побережья Соединенных Штатов в конце лета и начале осени, и обычно его можно наблюдать недалеко от суши вдоль всего умеренного и тропического побережья Северной и Южной Америки. Его отсутствие на большей части Меланезии и западной Микронезии (где есть населенные пункты и значительные морские перевозки), вероятно, является подлинным; зарегистрированы только отдельные встречи данного вида с Марианских островов, Палау и Яп, а также у западных и юго-западных Маршалловых островов.

## Взаимодействие с человеком и охранный статус
В прошлом маори активно использовали буллерова буревестника в качестве источника пищи, а на Аоринджи он подвергался массовому хищничеству со стороны одичавших свиней. В конце 1930-х годов его популяция на Аоринджи сократилась до минимума — всего 100—200 пар. Свиньи были вывезены с острова в 1936 году, и популяция буревестника восстановилась, снова насчитывая 200 000 пар в начале 1980-х годов, приблизившись к приёмной ёмкости острова в конце 20-го века.
Этот вид находится под угрозой попадания в орудия лова при рыболовном промысле на всем протяжении своего ареала. Ранее он попадался в дрифтерные сети в северной части Тихого океана и всё ещё потенциально подвержен риску из-за постановки сетей. Может попадаться при ярусном лове и тралении, но уровни прилова не были определены количественно, и мало документальных подтверждений. Международный союз охраны природы относит буллерова буревестника к уязвимым видам (VU).